# Japan bank for international cooperation
La Japan Bank for International Cooperation (国際協力銀行, Kokusai Kyōryoku Ginkō) est une banque d'État japonaise dont le rôle principal est de promouvoir les exportations japonaises.  
Elle a été établie le 1er Octobre 1999 à la suite de la fusion de la Japan Export-Import Bank (JEXIM) et de l'Overseas Economic Cooperation Fundr (OECF) 
Son siège est à Tokyo.  
Son équivalent français est l’organisme d'assurance-crédit Coface. 